# Rossbach (Kocher)
Der Rossbach ist ein Fließgewässer im baden-württembergischen Landkreis Heilbronn an der Grenze zwischen der Gemeinde Hardthausen am Kocher und der Stadt Neuenstadt am Kocher. Nach fast 3 km langem Lauf nach Süden mündet er von rechts zwischen den Dörfer Gochsen der Gemeinde und Bürg der Stadt von rechts in den unteren Kocher.

## Geographie

### Verlauf
Der Rossbach entsteht im Südwestrand des Harthäuser Wald und etwa 0,8 km nordöstlich des Wohnplatzes Hösselinshof von Neuenstadt im Waldgewann Hägle in schon deutlich eingetiefter Talmulde. Der Ursprung liegt auf etwa 245 m ü. NHN und dicht an der Kommunalgrenze zwischen Hardthausen und Neuenstadt, die bald dauerhaft auf ihm verläuft. Der Bach fließt südwärts, im Osten ist die A 81 Würzburg–Heilbronn meist weniger als 100 Meter von ihm entfernt, die L 1095 Züttlingen–Neuenstadt folgt dem Bachlauf dagegen 200–600 Meter entfernt auf der rechten Wasserscheide.
Nach etwa 400 Metern tritt der Rossbach aus dem Wald. Von einer nicht immer nicht sehr dichten Galerie aus Bäumen begleitet, fließt er anfangs in oder an einem schmalen Grünlandstreifen im Talgrund unter Feldern auf den Hängen. Das höchstens einen Meter breite Bett ist teilweise begradigt, der Bach setzt aber wieder dazu an zu pendeln. Auf einem folgenden Abschnitt ist das Bett sogar mit Sohlschalen, anderswo mit Steinen ausgelegt. Da sich darüber Versinterungen gebildet haben, fließt der Bach trotzdem etwas geschlängelt und über kleine Abstürze, ist aber an der Tiefenerosion gehindert. In der Baumgalerie am Ufer stehen vor allem Erlen, Eschen und auch viele Weiden.
Etwa 300 Meter vor der Mündung fließt der Bach unter der K 2013 Gochsen–Bürg hindurch und quert jenseits schnurgerade zwischen Feldern und mit kaum Baumbewuchs am Ufer die flache rechte Flussaue. Dann fließt er, nachdem er auf den letzten Metern noch die Trasse der aufgelassenen Unteren Kochertalbahn gequert hat, auf etwa 161 m ü. NHN von rechts in den unteren Kocher ein, wenig unterhalb der Kochertalbrücke der begleitenden Autobahn und wenig aufwärts der früheren Bahnbrücke.
Der Rossbach mündet nach 2,8 km langem Lauf mit mittlerem Sohlgefälle von etwa 30 ‰ rund 84 Höhenmeter unterhalb seines Waldursprungs. Er hat außer kurzen Gerinnen von Quellen am Hangfuß her keine Zuflüsse.

### Einzugsgebiet
Das Einzugsgebiet der Rossbachs ist 3,0 km² groß. Es erstreckt sich naturräumlich über die Grenze zwischen dem Unterraum Hardthäuser Wald der Kocher-Jagst-Ebenen (vorwiegend im Osten und auch Norden) und dem Unterraum Kocherplatten und Krumme Ebene der Hohenloher und Haller Ebene. Mit wenig über 280 m ü. NHN ist es am höchsten an seiner Nordspitze im Harthäuser Wald. Von dort an abwärts ist sein oberes Drittel mit Wald bestanden, der mittlere und südliche Teil wird intensiv ackerbaulich genutzt. Der linksseitige Teil des Einzugsgebiets gehört zur Gemeindeteilgemarkung Gochsen von Hardthausen am Kocher, der rechte zur Stadtteilgemarkung Bürg von Neuenstadt am Kocher. Besiedlung gibt es nirgendwo.
Im Osten grenzt das Einzugsgebiet des Buchsbachs an, der fast parallel und noch oberhalb von Gochsen ebenfalls in den Kocher fließt, im Westen das des Merzenbachs, der etwa südwestwärts fließt und deshalb erst unterhalb von Bürg bei Kochertürn in den Fluss mündet.

## Geologie
Das Einzugsgebiet des Rossbachs ist überwiegend mit Lösssediment aus quartärer Ablagerung bedeckt. Gestein aus der Trias zeigt sich nur an wenigen Stellen: fast durchgehend am linken Unterhang der Talmulde, vereinzelt auch am rechten, und ab 300–400 Meter vor dem Talende hat der Bach seinen Talgrund bis in den Oberen Muschelkalk darunter eingeschnitten, über dem an den Talflanken Hangschutt liegt. Am Austritt in die Talaue des Kochers hat der Bach einen kurzen Schwemmfächer über den Auelehmen der breiten Flussaue abgelagert.

## Schutzgebiet
Auf seinem letzten Kilometer durchfließt der Rossbach das über seine Wasserscheiden ausgreifende Wasserschutzgebiet Neuenstadt-Bürg.

## Tourismus
Ein mit rotem Kreuz markierter und mit einem Radweg gebündelter Wanderweg des Schwäbischen Albvereins verläuft auf seiner Etappe von Möckmühl nach Neuenstadt von der Quelle an bis zum Talende dicht neben dem Rossbach. Diesen quert kurz vor der Mündung der Kocher-Jagst-Radweg auf der Trasse der Unteren Kochertalbahn, der hundert Meter abwärts über die alten Bahnbrücke auf die Neuenstadter Flussseite hinüberwechselt.

### LUBW
Amtliche Online-Gewässerkarte mit passendem Ausschnitt und den hier benutzten Layern: Lauf und Einzugsgebiet des Rossbachs

Allgemeiner Einstieg ohne Voreinstellungen und Layer: Daten- und Kartendienst der Landesanstalt für Umwelt Baden-Württemberg (LUBW) (Hinweise)
1. ↑  Höhe nach dem Höhenlinienbild auf dem Hintergrundlayer Topographische Karte.
2. ↑  Höhe nach grauer Beschriftung auf dem Hintergrundlayer Topographische Karte.
3. ↑  Länge nach dem Layer Gewässernetz (AWGN).
4. ↑  Einzugsgebiet nach dem Layer Basiseinzugsgebiet (AWGN).
5. ↑  Natur teilweise nach dem Layer Geschützte Biotope.
6. ↑  Schutzgebiet nach dem einschlägigen Layer.

### Andere Belege
1. ↑  Wolf-Dieter Sick: Geographische Landesaufnahme: Die naturräumlichen Einheiten auf Blatt 162 Rothenburg o. d. Tauber. Bundesanstalt für Landeskunde, Bad Godesberg 1962. → Online-Karte (PDF; 4,7 MB)
2. ↑  Geologie nach den Layern zu Geologische Karte 1:50.000 auf: Mapserver des Landesamtes für Geologie, Rohstoffe und Bergbau (LGRB) (Hinweise)